# Staedion

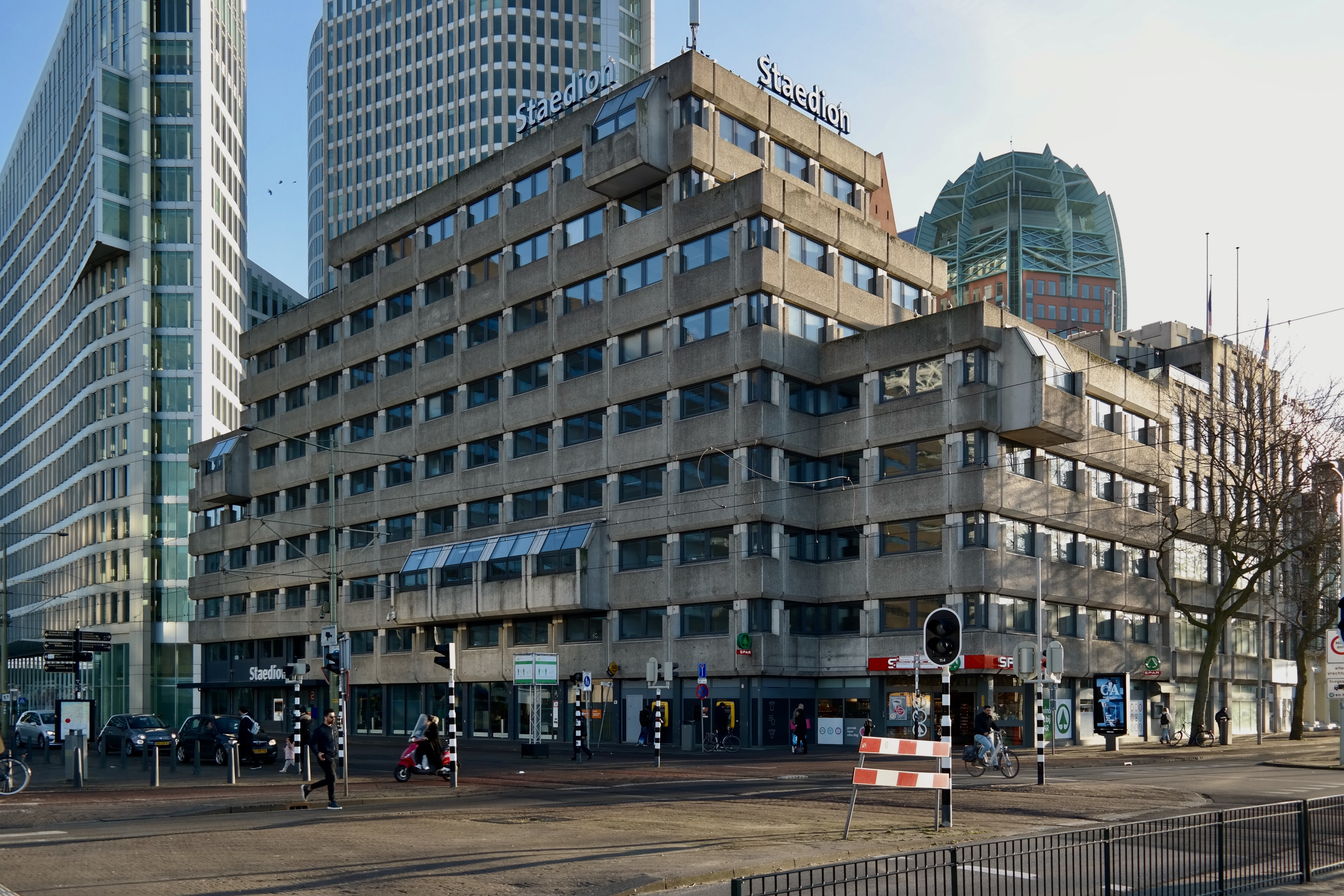
Het kantoorgebouw van Staedion aan het Koningin Julianaplein

Staedion is een woningcorporatie in Den Haag. Staedion verhuurt ruim 44.000 woningen, winkels, bedrijfsruimten en parkeerplaatsen in de regio Haaglanden. Staedion is ook eigenaar van drie woonwagenkampen in Den Haag met in totaal 70 standplaatsen.
De corporatie is in 1999 ontstaan uit een fusie van de volgende woningbouwverenigingen:
- Protestants Christelijke Woningbouwvereniging 'De Goede Woning'
- Algemene Woningbouwvereniging
- Christelijke Woningbouwvereniging Patrimonium 's-Gravenhage

Sinds 10 november 2009 is Staedion een stichting. De Raad van Commissarissen toetst als interne toezichthouder de activiteiten van het bestuur en de organisatie.
| Kerncijfers 2024                                         | Aantal/waarde (jaarverslag 2024) |
| -------------------------------------------------------- | -------------------------------- |
| Aantal woningen                                          | 37.411                           |
| Aantal onzelfstandige wooneenheden                       | 960                              |
| Vastgoed in exploitatie (marktwaarde in verhuurde staat) | 6.638 miljoen euro               |
| Eigen vermogen                                           | 4.502 miljoen euro               |
| Leningenportefeuille                                     | 2.251 miljoen euro               |
| Totale huuropbrengsten                                   | 286,6 miljoen euro               |
| Operationeel resultaat (kasstroom)                       | 42,6 miljoen euro                |
| Aantal fte                                               | 440                              |
| Aedes-benchmark 2022                                     | BBBB                             |